# Parto en agua
El parto en agua es un tipo de parto natural de técnica contemporánea, o también conocido como parto humanizado, que ha existido desde la antigüedad en algunas civilizaciones. Se acentuó con mayor fuerza por los años sesenta en Europa y Estados Unidos trayendo consigo mejores resultados en las experiencias del parto en embarazadas de bajo riesgo

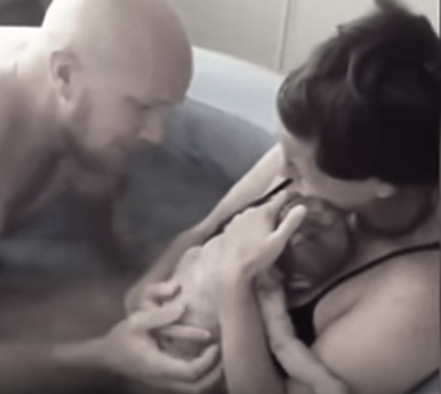
padres con recién nacido, vía parto en agua

## Historia del parto en agua
En el seno de la cultura New Age se sostiene, contra toda evidencia histórica, que en la antigüedad los pueblos que vivían más cercanos al mar, lagos y ríos, acostumbraban a parir en sus proximidades o dentro del agua. Incluso se señala que los súbditos del rey Minos en la isla de Creta solían utilizar un templo sagrado para los partos en agua. Por otro lado los indios Chumash de la costa central de california, incluían en sus relatos míticos como sus mujeres iniciaban su trabajo de parto en aguas poco profundas. Existen también relatos no contrastados sobre algunas comunidades indígenas que solían practicar el parto de pie y sobre el agua.
No se puede asegurar con exactitud la utilización de este tipo de parto en la antigüedad, pero existen algunas leyendas que plantean su práctica en algunas civilizaciones, ejemplo de esto son algunas leyendas egipcias donde se refiere que las mujeres daban a luz en el agua a ciertos bebes selectos que más tarde se convertirían en sacerdotes.
Los primeros partos en agua conocidos según la literatura, se llevaron a cabo en culturas con acceso a aguas calientes y poco peligrosas, entre estas destacan Hawái, Samoa, Costa Rica y Nueva Zelanda.  
Algunos indicios de este tipo de parto se conocen en el folclore ruso del siglo XIX, los cuales describían partos en agua en el balneario Banja. En 1799 William Tooke invitado de la academia imperial de ciencias durante un año en san Petersburgo, describió "las mujeres dan a la luz con gran facilidad y normalmente en los baños, por eso el número de niños nacidos muertos es extremadamente pequeño en comparación con otros países." En el año 1887 en la revista alemana de ginecología, deutsches Zentralblatt für Gynäkologie, el médico moscovita Kaschkaroff realizó una descripción de un aparato similar a una bañera, este para realizar operaciones de obstetricia durante el parto en agua. En la modernidad el primer parto desarrollo fue en el año 1803 en Francia, en el cual una mujer después de 48 horas de trabajo de parto, angustiada por el dolor del momento, buscó una salida en una tina con agua caliente, provocando relajación y contracciones menos dolorosas y finalmente el nacimiento de su hijo dentro de esta misma. Por el año 1960 Igor Charkovsky (científico ruso) tuvo una hija prematura en una tina con agua caliente por algunas semanas, dando como argumento, por supuesto pseudocientífico, que la recién nacida no tendría que luchar contra la gravedad, por lo cual no tendría perdidas energéticas, más tarde por 1962, sin tener estudios médicos realizó partos por este medio con autorización sanitaria. En Europa este tipo de nacimientos fue registrado por primera vez por el año 1970 en Francia y publicado en la revista Lancet del mismo país por el cirujano Michel Odent, con el nombre de partos en agua, argumentando que este tipo de partos es una opción muy eficiente para eliminar o reducir el uso de fármacos e intervenciones, siendo también una experiencia gratificante tanto física como emocionalmente. En Estados Unidos Michael Rosenthal fue el primero en practicar el parto en agua, mientras que en Alemania se realizó desde 1982, siendo su primera publicación en 1996 por el doctor Gerd Eldering con el nombre de 1000 partos en el agua. En la actualidad este tipo de nacimiento lo han comenzado a practicar países tales como Australia, Alemania, Austria, Bélgica, España, Suiza, Noruega, Suecia, Holanda, Inglaterra, Israel, Canadá, Brasil, Argentina, Chile, Colombia, México y Ecuador entre otros.

## Ventajas del parto en agua
- Madre

Las Perdidas de sangre en esta modalidad de parto son menores, la diferencia de hemoglobina entre el valor antes del parto y el valor alcanzado al tercer o cuarto día tras el parto es menor, esto podría deberse a la presión hidrostática del agua y el menor número de episiotomías, por lo demás las hemorragias en el agua son detectadas más rápido, lo cual lleva a reaccionar más acorde a la situación, por otra parte este tipo de parto evita las altas perdidas de energía, esto debido a que es más fácil empujar en el agua, esta además disminuye la presión sanguínea de la madre y el oxígeno llega mejor al útero y al bebé, en el caso de las contracciones son percibidas de forma mucho menos dolorosa y pueden acelerarse en tiempo, a menudo el feto desciende más rápido, bastando dos o tres empujes. El sumergirse en el agua en la segunda fase del periodo de dilatación trae consigo una sensación de bienestar y relax, esta forma de nacimiento suaviza el dolor y ayuda a una dilatación completa antes de parir, el agua actúa supuestamente como analgesia ayudando a disminuir con esto el uso de algunos fármacos. La ingravidez y la libre movilización dentro de la pileta evitan en la madre el efecto Poseiro (compresión del útero sobre la vena en decúbito dorsal). Otro punto muy beneficioso es el ablandamiento del cuello del útero, músculo de vagina y periné lo que hace innecesaria la episiotomía
- Recién nacido

El descenso fetal en este tipo de parto es mucho más fácil y suave para él, por lo demás el ritmo cardíaco y la llegada de oxígeno se verán mucho menos alterados que en un parto en cama, la presencia del agua puede evitar torcer los hombros del bebe, el medio acuático llevara a que la llegada del feto sea mucho más cómoda debido al parecido con el ambiente de la matriz o vida intrauterina y de esta forma evitar la producción de trauma por el nacimiento, por otra parte el nacimiento en agua permite que el recién nacido este mucho más calmado, sereno, menos irritable y con mejor desarrollo de la fuerza muscular, estos beneficios en conjunto pueden disminuir la incidencia de enfermedades relacionadas con situaciones de estrés y disminución de defensas en los primeros años, cabe destacar que por este medio el apego entre madre y feto es muy beneficioso debido al contacto inmediato, promoviendo también una buena lactancia.

## Técnica
El ingreso a la tina con agua que puede ser fija o inflable se lleva a cabo cuando la mujer necesita un método de alivio para el dolor más efectivo. Por lo general para este momento ya no son suficientes los métodos de analgesia fisiológica como deambular, balancear, recibir masajes o puntos de presión en sitios específicos o haber usado otras estrategias no farmacológicas de apoyo con el dolor como la aromaterapia, meditación, puntos de enfoque, respiraciones, acupresiones profundas o electroestimulaciones. La mujer seguramente estará en una fase activa del parto con dilatación mayor a 6 cm. El agua limpia de la tina se debe encontrar idealmente a la temperatura corporal aunque esto puede variar según la temperatura del ambiente y el confort materno. Durante la inmersión la mujer adopta fácilmente diversas posiciones y se puede apreciar una progresiva disminución en la percepción materna del dolor y de la intensidad en la actividad uterina. Esta relajación se acompaña de un avance en la dilatación y descenso fetal que se manifiesta por el inicio espontáneo del pujo involuntario. La vigilancia de madre y bebé se llevan a cabo de manera habitual pero usando un doppler contra el agua y evitando tactos vaginales innecesarios. No es necesaria la mayoría de las veces apurar los pujos maternos con maniobras de vansalva ni manipular o hacer procedimientos sobre el periné materno. Se usa técnica de manos libres para recibir al recién nacido de manera lenta y suave como mejor estrategia para proteger el canal de parto. Una vez que nace el bebé se extrae del agua hacia el pecho materno para iniciar contacto piel con piel inmediata y cuidando que la cara no vuelva a ser sumergida dentro del agua. Durante el corte retardado y oportuno del cordón umbilical se realiza de manera simultánea la valoración del esfuerzo respiratorio, frecuencia cardiaca y tono fetal del recién nacido quien típicamente cursará con una transición al medio aéreo más tranquila y progresiva incluso sin llanto muchas veces http://parto-enagua.com.
El alumbramiento placentario puede llevarse a cabo dentro del agua aunque se prefiere hacerlo ya en la cama de la paciente donde continuará piel a piel con su bebé desarrollando el apego y preparando el primer alimento del recién nacido al seno materno de manera exclusiva y dentro de la primera hora de vida.

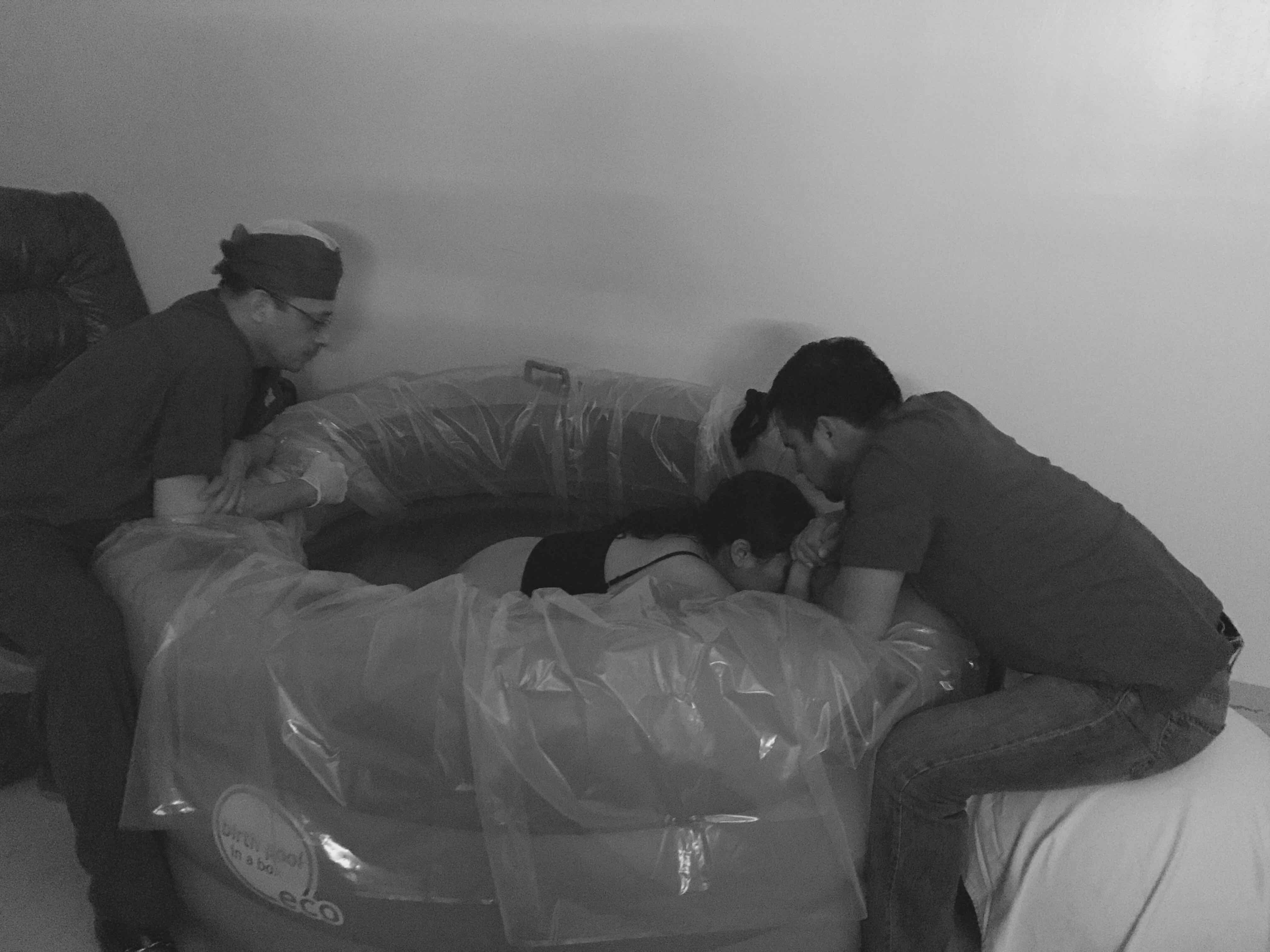
Calma, paciencia y oportunidad habilidades indispensables para vigilar y apoyar a mujer en labor dentro del agua.

A manera de resumen confirmar las ventajas maternas de la inmersión en agua durante el primer periodo del trabajo de parto. Se consigue una rápida relajación además de disminución en la intensidad y frecuencia de las contracciones, esto permite el progreso del parto con cambios cervicales y descenso fetal suave y constante. Todos estos beneficios maternos impactan en una menor necesidad de analgesia epidural en la mujer que vive su trabajo de parto dentro del agua y no se ha demostrado efectos negativos en el recién nacido aun cuando las madres deciden que sus bebés nazcan en inmersión. Es imperativo que el personal de salud se capacite y use todas las técnicas naturales para ayudar a la mujer con el dolor del trabajo de parto antes de ofrecer incluso los métodos farmacológicos.